# Elecciones generales de Belice de 1984
Las elecciones generales de Belice de 1984 tuvieron lugar el 14 de diciembre del mencionado año con el objetivo de renovar la Asamblea Nacional, que ejercería sus funciones por el período 1984-1989. Se trató de las primeras elecciones generales que tenían lugar en el país luego de que este obtuviera la independencia total del Reino Unido el 21 de septiembre de 1981. También fueron los octavos comicios desde la instauración del sufragio universal. Belice continuó siendo una monarquía parlamentaria dentro de la Mancomunidad de Naciones. Se eligió a 28 miembros de la Cámara de Representantes, en cuya base se conformaría al gobierno de la nación y luego se designaría a los miembros del Senado.
A pesar de haber logrado su objetivo de la independencia total, el gobernante Partido Unido del Pueblo, del primer ministro George Cadle Price, estaba fracturado internamente y presidía a mediados de 1984 una economía estancada (afectada por la caída mundial del precio del azúcar, su principal exportación) y en recesión, recientemente rescatada por el Fondo Monetario Internacional. El fin de la disputa en torno a una independencia absoluta o gradual, sobre todo con los persistentes reclamos territoriales por parte de Guatemala aún sin resolver, ayudó a continuar la revitalización del opositor Partido Democrático Unido, que ya se había observado en las dos elecciones anteriores. Después de una dura disputa por el liderazgo opositor, el UDP eligió al senador Manuel Esquivel, que había desafiado a Price en su escaño en Freetown en 1979, como su líder y candidato a primer ministro. El gobierno de Price aprobó una ampliación del legislativo de 18 a 28 escaños, lo que resultó en la creación de diez nuevas circunscripciones y una importante redistribución de los distritos electorales, lo que motivó insinuaciones por parte de la oposición de que el oficialismo pretendía manipular los comicios.
Con un discurso centrado en la alternancia política, la diversificación económica y el impulso a la iniciativa privada, el UDP obtuvo un aplastante triunfo con el 54,06% del voto popular y una mayoría absoluta calificada con 21 de los 28 escaños, garantizando la elección de Esquivel como primer ministro y constituyendo la primera derrota electoral para el PUP en sus tres décadas de existencia. El PUP obtuvo el 44,01% de los votos y los 7 escaños restantes, pero el propio Price perdió su escaño y se vio fuera del Parlamento beliceño por primera vez desde 1954. El único tercer partido en contienda, el Partido Demócrata Cristiano, logró el 1,49% de los votos y no obtuvo ningún escaño. Los comicios marcaron a su vez el debut electoral de Dean Barrow, dirigente del UDP y futuro primer ministro entre 2008 y 2020.
Esquivel sucedió a Price como primer ministro tres días después de los comicios, en lo que fue el primer cambio de gobierno por medios electorales en la historia de Belice.

## Antecedentes
Desde la instauración del sufragio universal en la entonces colonia de Honduras Británica, en 1954, la política electoral había sido dominada por el Partido Unido del Pueblo (PUP), fuerza de izquierda nacionalista liderada por George Cadle Price, que llegó a erigirse premier del primer gobierno autónomo de la colonia en 1961. El PUP rápidamente se convirtió en el representante político del Movimiento Nacionalista por la independencia de la colonia, logrando obtener varias concesiones del Reino Unido a lo largo de la década de 1960. El territorio fue renombrado como «Belice» a partir del 1 de junio de 1973. Carente de una oposición significativa durante sus primeras dos décadas de existencia, el PUP controló dos tercios del poder legislativo local sin enfrentar a más de seis o siete parlamentarios de otros partidos. Por entonces, las principales fuerzas opositoras eran el Partido de la Independencia Nacional y el Movimiento de Desarrollo Popular, ambos de carácter conservador liberal. Estos grupos se aliaron con un recién fundado Partido Liberal y convergieron en el Partido Democrático Unido (UDP) en septiembre de 1973.
A medida que se incrementaba la presión por parte de la vecina Guatemala respecto a la disputa territorial por la soberanía de Belice, la década de 1970 vio un progresivo declive electoral para el PUP, que promovía la independencia completa de la colonia, ante el UDP, que apoyaba la independencia pero pedía que esta se retrasara hasta que estuviera resuelto el conflicto con Guatemala, temiendo que la partida del Reino Unido dejara a Belice vulnerable ante las incursiones militares del ejército guatemalteco. Bajo el liderazgo de Dean Lindo, el UDP tuvo un sólido desempeño en las elecciones generales de 1974, en las que ganó 6 escaños y quedó a 18 votos de ganar otros 3 más (lo que hubiera provocado un punto muerto parlamentario y forzado nuevas elecciones). El nuevo partido continuó su ascenso con resultados favorables en los sucesivos comicios municipales a lo largo de la década. No obstante, el gobierno de Price continuó agitando por la independencia completa y acusó a la oposición de intentar socavar sus esfuerzos. Esto le permitió al PUP convertir las elecciones de 1979 en una suerte de plebiscito sobre la cuestión y, en consecuencia, obtener una amplia victoria sobre el UDP. Lindo perdió su escaño en el proceso, lo que desató una crisis interna dentro del partido opositor.
El quinto mandato de Price como gobernante de Belice vio la culminación del proceso independentista. A pesar del fracaso de un intento de acuerdo con Guatemala que desató violentas protestas de la oposición, Price logró un amplio apoyo cuando el Reino Unido otorgó la independencia formal a Belice en septiembre de 1981. Del mismo modo, la dura crisis interna del UDP parecía favorecer al PUP de cara a las primeras elecciones generales del nuevo estado. Tras haber perdido su escaño, Lindo fue reemplazado por Theodore Aranda como líder de la oposición. Aranda abandonó el partido a finales de 1982, en circunstancias poco claras, y anunció que lideraría el resurgimiento del Partido Demócrata Cristiano del período colonial en su distrito electoral de Dangriga. Fue sucedido por Curl Thompson, que se ocupó de administrar una elección interna para escoger al líder formal del UDP en diciembre de 1983. Manuel Esquivel, senador por la segunda minoría que en 1979 había desafiado sin éxito al primer ministro Price en su escaño en Freetown y perdido por poco, derrotó al parlamentario del distrito de Albert, Philip Goldson, convirtiéndose en el primer y hasta ahora único político beliceño en ser electo líder de un partido importante como senador. Ese mismo mes, el UDP tomó el control del Ayuntamiento de la Ciudad de Belice, la más poblada del país. Thompson permaneció como líder de la oposición parlamentaria hasta el final de la legislatura.

## Sistema electoral
Las elecciones se realizaron bajo el texto constitucional promulgado el 21 de septiembre de 1981, al momento de la independencia, y la Ley Electoral aprobada el 29 de marzo de 1978. De acuerdo con estas disposiciones, Belice era una monarquía parlamentaria en el marco de la Mancomunidad de Naciones, con la reina Isabel II del Reino Unido como jefa de estado ceremonial representada por un Gobernador General, y un primer ministro como jefe de Gobierno dependiente de la confianza parlamentaria para ejercer el poder ejecutivo formal. El poder legislativo lo ocuparía una Asamblea Nacional bicameral basada en el sistema Westminster, compuesto con una Cámara de Representantes elegida directamente para un mandato máximo de cinco años y un senado designado con base en la configuración del gobierno. El Gobernador General designaría al primer ministro (que por convención debía ser el líder del partido o bloque parlamentario que consiguiera una mayoría en la Cámara) y este formaría gobierno. Por su parte, el líder del segundo partido o bloque político con más escaños se convertiría en líder de la Oposición.
Los 28 escaños de la Cámara de Representantes se elegirían por escrutinio mayoritario uninominal. El país fue dividido en veintiocho circunscripciones, representadas cada uno por un parlamentario elegido por simple mayoría de votos. Todos los ciudadanos de Belice mayores de dieciocho años tendrían derecho a voto y podrían ser candidatos tanto a la Cámara de Representantes como al Senado aquellos que hubieran residido en el país por al menos un año entero antes de su postulación. Quedarían inhabilitados los adscritos a un Estado extranjero, los insolventes no rehabilitados, los mentalmente insanos, los condenados a muerte o a prisión por un período mayor a doce meses y los condenados por fraude electoral. El mandato parlamentario es incompatible con cargos conexos electorales, pertenencia a las fuerzas armadas o policiales o los que tuvieran un contrato laboral vigente con el gobierno. El voto no es obligatorio.
Después de las elecciones a la Cámara de Representantes, el Gobernador General designaría a los ocho integrantes del Senado. Por consejo del primer ministro, serían nombrados cinco senadores, garantizándole al gobierno entrante el control de la Cámara. Por consejo del líder de la Oposición, se designarían dos senadores. El nombramiento del senador restante quedaría a discreción del Gobernador General.

## Campaña
Solo unos meses antes de las elecciones, el gobierno Price ordenó una redistribución de los límites electorales, lo que resultó en la creación de diez nuevas circunscripciones a partir de las dieciocho anteriores. La nueva distribución llevó a la oposición a acusar al oficialismo de pretender manipular los distritos a su favor. Con este ambiente, la campaña estuvo dominada por acusaciones cruzadas y difamación. No obstante, se la consideró «carente de incidentes» para los estándares regionales. La mayoría de los países vecinos se encontraban gobernados por dictaduras militares y tres de ellos (El Salvador, Nicaragua y Guatemala) enfrentaban guerras civiles.
En su campaña, el UDP abogó por la necesidad de más inversión extranjera en Belice y menos control gubernamental de la economía para combatir el desempleo. Esquivel criticó el liderazgo de Price, considerando que este se había vuelto «arrogante» después de décadas de hegemonía. Cuestionó su falta de respaldo a los inversionistas exteriores y su política económica dependiente del cultivo de caña de azúcar, afirmando que el gobierno había «desperdiciado» varias oportunidades. El discurso del UDP también se centró en el cambio político, reclamando que Belice, ahora un país independiente, necesitaba «líderes comprometidos» y «nuevas ideas». En materia de política exterior, el UDP acusó a Price tanto de tener acercamientos secretos con el régimen socialista cubano de Fidel Castro como de haberse acercado demasiado a los Estados Unidos, promoviendo en su lugar mantener vínculos estrechos con el Reino Unido.
La posición del oficialismo se consideró precaria durante gran parte de la campaña. Después de treinta años de dominación del PUP, su discurso se encontraba desgastado y cuestionado. No obstante, los partidarios del PUP sostuvieron un apoyo «casi evangélico» al liderazgo de Price y la escena política beliceña consideraba casi imposible que el partido dominante perdiera las elecciones. Price se mostró crítico con la postura favorable al turismo de la oposición, denunciando que la expansión de la industria turística convertiría a Belice en un «país de portadores de bandejas».

## Resultados

### Resultado general
|  | 54.06 % |

|  | 44.01 % |

|  | 1.49 % |

|  | 0.45 % |

|  | 98.56 % |

|  | 1.44 % |

|  | 100.00 % |

|  | 75.02 % |

### Resultado por distrito
|  | 69.69 % |

|  | 30.31 % |

|  | 99.13 % |

|  | 0.87 % |

|  | 100.00 % |

|  | 63.35 % |

|  | 56.34 % |

|  | 43.66 % |

|  | 99.28 % |

|  | 0.72 % |

|  | 100.00 % |

|  | 72.84 % |

|  | 59.03 % |

|  | 40.97 % |

|  | 97.52 % |

|  | 2.48 % |

|  | 100.00 % |

|  | 70.09 % |

|  | 66.47 % |

|  | 33.40 % |

|  | 0.13 % |

|  | 99.34 % |

|  | 0.66 % |

|  | 100.00 % |

|  | 68.29 % |

|  | 49.71 % |

|  | 43.84 % |

|  | 6.45 % |

|  | 99.28 % |

|  | 0.72 % |

|  | 100.00 % |

|  | 82.43 % |

|  | 59.39 % |

|  | 40.61 % |

|  | 99.28 % |

|  | 0.72 % |

|  | 100.00 % |

|  | 79.64 % |

|  | 51.07 % |

|  | 48.93 % |

|  | 97.85 % |

|  | 2.15 % |

|  | 100.00 % |

|  | 75.67 % |

|  | 56.15 % |

|  | 43.85 % |

|  | 97.34 % |

|  | 2.66 % |

|  | 100.00 % |

|  | 81.00 % |

|  | 53.91 % |

|  | 46.09 % |

|  | 98.10 % |

|  | 1.90 % |

|  | 100.00 % |

|  | 64.73 % |

|  | 56.91 % |

|  | 43.09 % |

|  | 99.08 % |

|  | 0.92 % |

|  | 100.00 % |

|  | 76.39 % |

|  | 50.22 % |

|  | 49.78 % |

|  | 98.69 % |

|  | 1.31 % |

|  | 100.00 % |

|  | 84.75 % |

|  | 54.76 % |

|  | 45.24 % |

|  | 98.73 % |

|  | 1.27 % |

|  | 100.00 % |

|  | 89.99 % |

|  | 55.56 % |

|  | 44.44 % |

|  | 99.07 % |

|  | 0.93 % |

|  | 100.00 % |

|  | 88.52 % |

|  | 43.27 % |

|  | 27.41 % |

|  | 24.43 % |

|  | 4.89 % |

|  | 99.49 % |

|  | 0.51 % |

|  | 100.00 % |

|  | 66.89 % |

|  | 51.89 % |

|  | 48.11 % |

|  | 98.89 % |

|  | 1.11 % |

|  | 100.00 % |

|  | 66.61 % |

|  | 60.58 % |

|  | 39.42 % |

|  | 98.23 % |

|  | 1.77 % |

|  | 100.00 % |

|  | 68.43 % |

|  | 53.07 % |

|  | 46.93 % |

|  | 98.66 % |

|  | 1.34 % |

|  | 100.00 % |

|  | 69.80 % |

|  | 69.62 % |

|  | 30.38 % |

|  | 98.14 % |

|  | 1.86 % |

|  | 100.00 % |

|  | 61.14 % |

|  | 52.45 % |

|  | 47.55 % |

|  | 98.14 % |

|  | 1.86 % |

|  | 100.00 % |

|  | 86.12 % |

|  | 61.06 % |

|  | 38.94 % |

|  | 98.87 % |

|  | 1.13 % |

|  | 100.00 % |

|  | 85.91 % |

|  | 60.16 % |

|  | 39.84 % |

|  | 99.08 % |

|  | 0.92 % |

|  | 100.00 % |

|  | 90.59 % |

|  | 50.42 % |

|  | 49.58 % |

|  | 98.60 % |

|  | 1.40 % |

|  | 100.00 % |

|  | 92.83 % |

|  | 52.02 % |

|  | 47.98 % |

|  | 99.16 % |

|  | 0.84 % |

|  | 100.00 % |

|  | 69.03 % |

|  | 62.96 % |

|  | 37.04 % |

|  | 97.99 % |

|  | 2.01 % |

|  | 100.00 % |

|  | 62.81 % |

|  | 67.31 % |

|  | 32.69 % |

|  | 98.74 % |

|  | 1.26 % |

|  | 100.00 % |

|  | 65.76 % |

|  | 40.37 % |

|  | 38.04 % |

|  | 21.59 % |

|  | 98.16 % |

|  | 1.84 % |

|  | 100.00 % |

|  | 72.64 % |

|  | 56.01 % |

|  | 43.99 % |

|  | 98.34 % |

|  | 1.66 % |

|  | 100.00 % |

|  | 73.40 % |

|  | 50.34 % |

|  | 49.66 % |

|  | 96.74 % |

|  | 3.26 % |

|  | 100.00 % |

|  | 72.26 % |

## Consecuencias
A pesar de haber perdido su escaño, Price se mantuvo como líder del PUP después de la derrota, aunque Florencio Marin fue líder formal de la oposición parlamentaria durante la legislatura.